# Генрих I Савойский (герцог Немурский)
Генрих I Савойский (фр. Henri de Savoie; 2 ноября 1572, Париж — 10 июля 1632[…], Париж) — 4-й герцог Немурский и граф Женевы с 1595 года до своей смерти. Сын Жака Савойского и Анны д’Эсте, вдовы Франциска I, герцога Гиза. 

## Биография
В 1588 году Генрих I забрал у французов Салуццо для своего двоюродного брата, герцога Савойского. Принцы де Гиз, его единоутробные братья, уговорили его вступить в Католическую лигу, и в 1591 году он стал губернатором Дофине от имени этой фракции. Он принёс клятву верности Генриху IV в 1596 году. После ссоры с герцогом Савойским он удалился в Бургундию и присоединился к испанцам в их войне против Савойи. После провозглашения мира 14 ноября 1616 года остался при французском дворе.
Генрих I был женат на Анне (1600—1638), дочери Карла Лотарингского, герцога Омальского. У них было трое сыновей:
- Людовик II[фр.] (1615—1641), 5-й герцог де Немур.
- Карл III (1624—1652), 6-й герцог де Немур.
- Генрих II (1625—1659), 7-й герцог де Немур.

Ему наследовал старший сын Людовик; после его смерти герцогство перешло к Карлу, а после смерти Карла — к Генриху.